# دره اوکاتسه
دره اوکاتسه (به لاتین: Okatse Canyon Natural Monument) یک دره در گرجستان است.